# Takuan
Takuan (沢庵) er traditionelle syltede kinaradiser fra det japanske køkken.
Takuan er en populær form for tsukemono, en japansk måde at sylte grøntsager på. Den fremstilles af daikon, en hvid kinaradise, der skæres i skiver til mange retter eller i strimler til maki-sushi. I det japanske køkken siges den at have en fordøjelsesfremmende effekt.
Ved tilberedningen tørres daikon til at starte med nogle uger i solen, til den er blevet blød og bøjelig. Derefter bliver radiserne stablet i lag et træfad med salt og en grød af klid (nukamiso). Fadet dækkes med tørrede radiseblade, og der lægges en vægt ovenpå. Efter ca. seks måneder er gæringen overstået, og radiserne har fået en gul farve. Ved industriel fremstilling tilsættes farven ofte med gurkemeje eller kunstige farvestoffer.